# Naturschutzgebiet Freebach
Das 4,9 ha große Naturschutzgebiet Freebach liegt im Süden der Stadt Ennepetal, die dem Ennepe-Ruhr-Kreis angehört. Der Freebach entspringt südlich der Ortschaft Schlagbaum, die an der Abzweigung der L 700 von der B 483 liegt. Das Naturschutzgebiet beginnt nach einer Bachstrecke von 380 m und erstreckt sich dann über eine Bachverlauf von 775 m – meist in nordöstlicher Richtung – bis der Freebach als zweitgrößter Zufluss in die Heilenbecketalsperre mündet.

## Gebietsbeschreibung
Das Naturschutzgebiet Freebach, das die Schlüsselnummer EN-029 trägt, steht seit 1999 unter Veränderungsverbot und seit 2001 durch einen rechtskräftigen Landschaftsplan unter Naturschutz. Der Freebach wird in seinem Lauf bis zur Mündung in die Heilenbeckertalsperre in großen Teilen von artenreichem Nass- und Feuchtgrünländern und Röhrichten begleitet. Eine ebenfalls artenreiche, mesophile Fettweide schließt sich im Norden an die Feuchtgrünländer an. Die für den Naturraum typische, artenreiche Struktur verleiht dem Freebach besonders hohe Wertigkeit, insbesondere auch durch den hervorragende Erhaltungszustand der Biotope.
Es gibt noch große Bestände der immer seltener werdenden Sumpf-Dotterblume (Rote Liste: Stufe 3), die insbesondere an einem namenlosen Waldbach aus nordwestlicher Richtung vertreten ist. Auch andere seltene Pflanzenarten wie die Hohe Schlüsselblume (Primula elatior), Gegenblättriges Milzkraut (Chrysosplenium oppositifolium), Schlangen-Knöterich (Bistorta officinalis) und die Kuckucks-Lichtnelke (Lychnis flos-cuculi) sind im Gebiet zu finden.
Zielsetzung für die unter Schutzstellung ist die Entwicklung eines Biotopverbundes. Als Bachnaturschutzgebiet fungiert der Freebach als lineare Verbindungsachse für zahlreiche Arten der Flora und Fauna. Hauptsächlich soll der hervorragende Zustand des Naturschutzgebietes erhalten und gefördert werden. Extensive Nutzung soll die hohe Wertigkeit der großflächigen Nass- und Feuchtgrünländer und Röhrichte erhalten. Eine Verbuschung der wertvollen Biotope soll somit unterbunden werden.

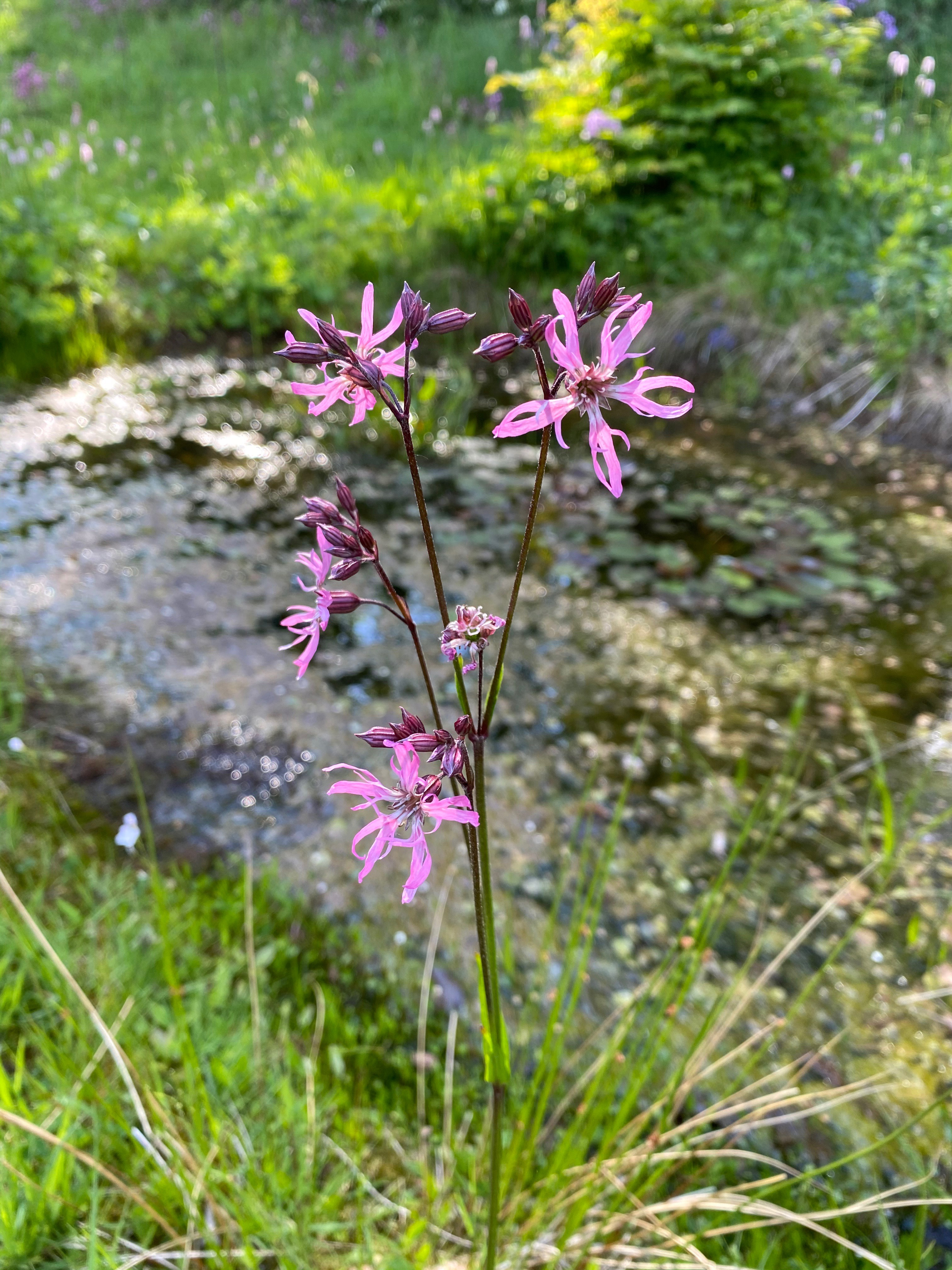
Kuckucks-Lichtnelke (Lychnis flos-cuculi)
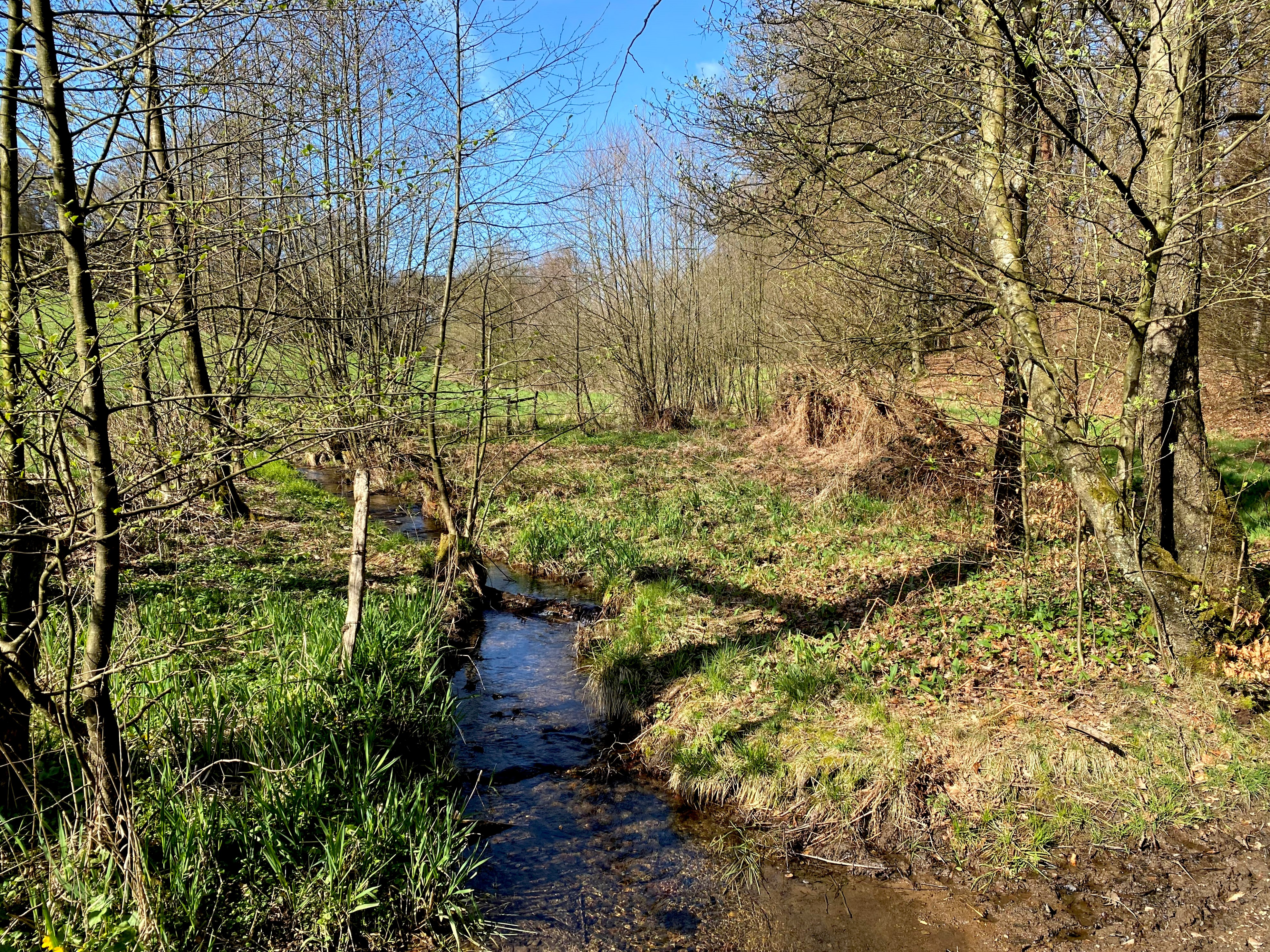
Freebach-Mittelauf
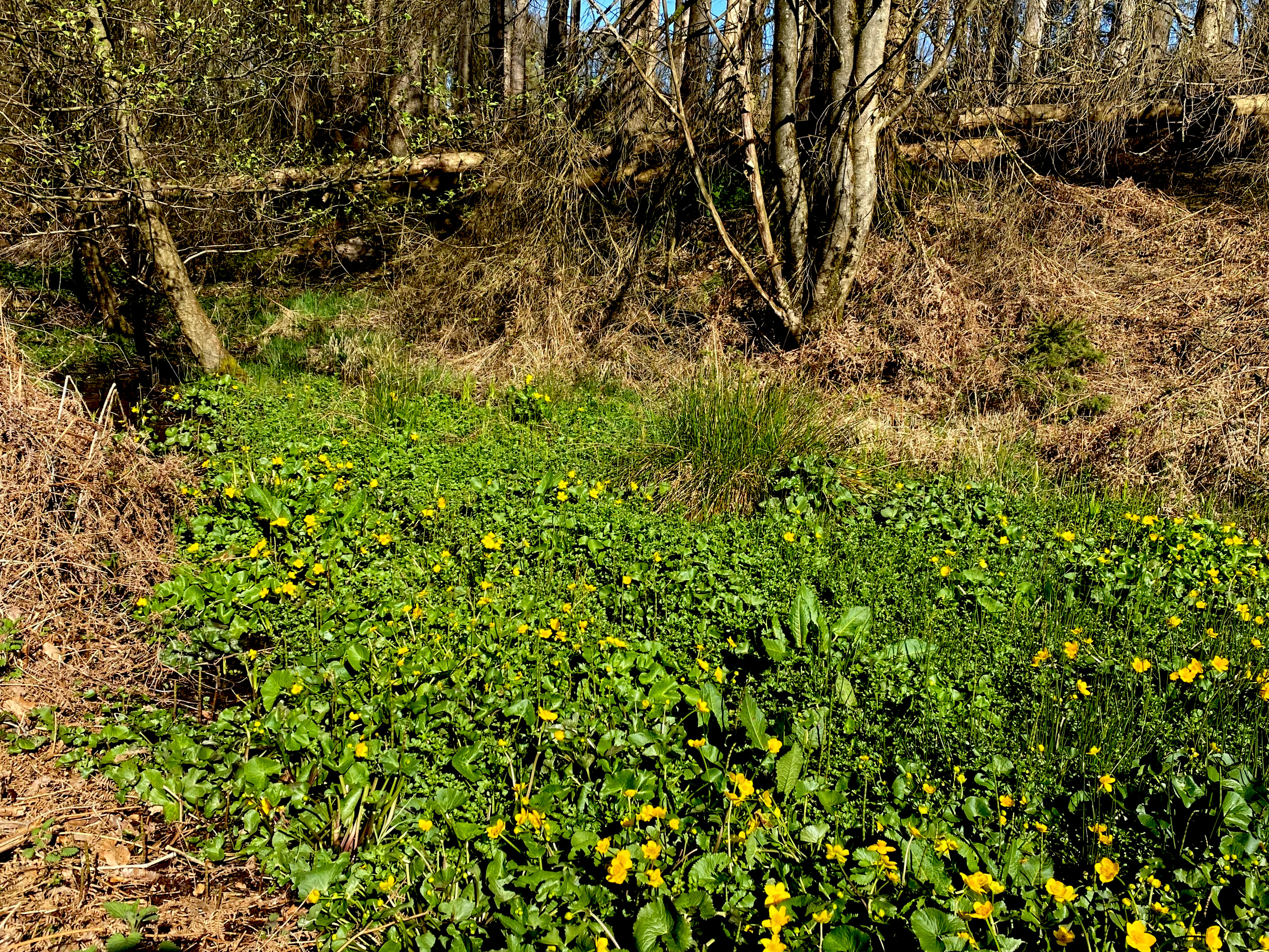
Sumpf-Dotterblumenbestand am linken Nebenbach
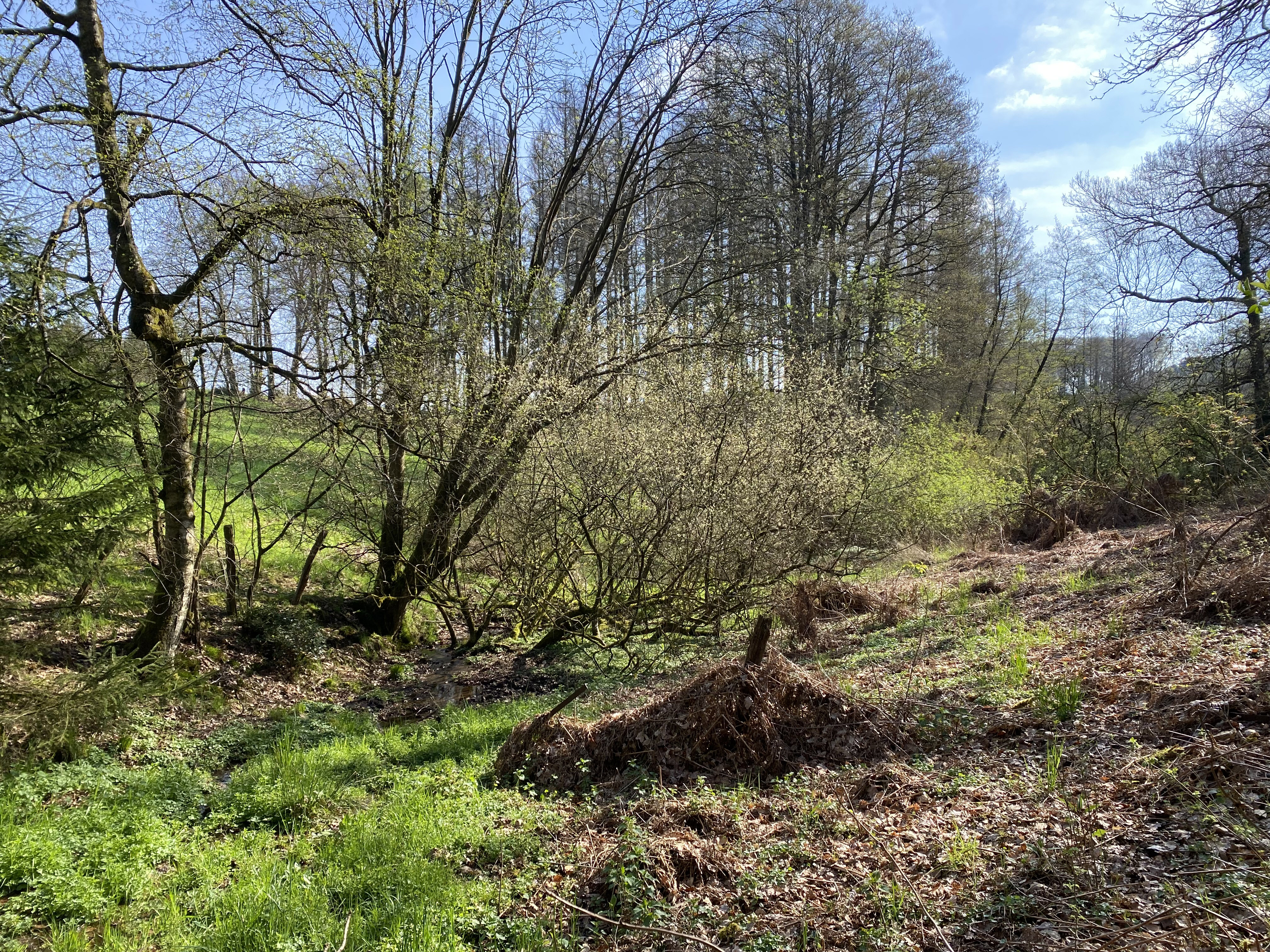
Linker Nebenbach des Freebaches
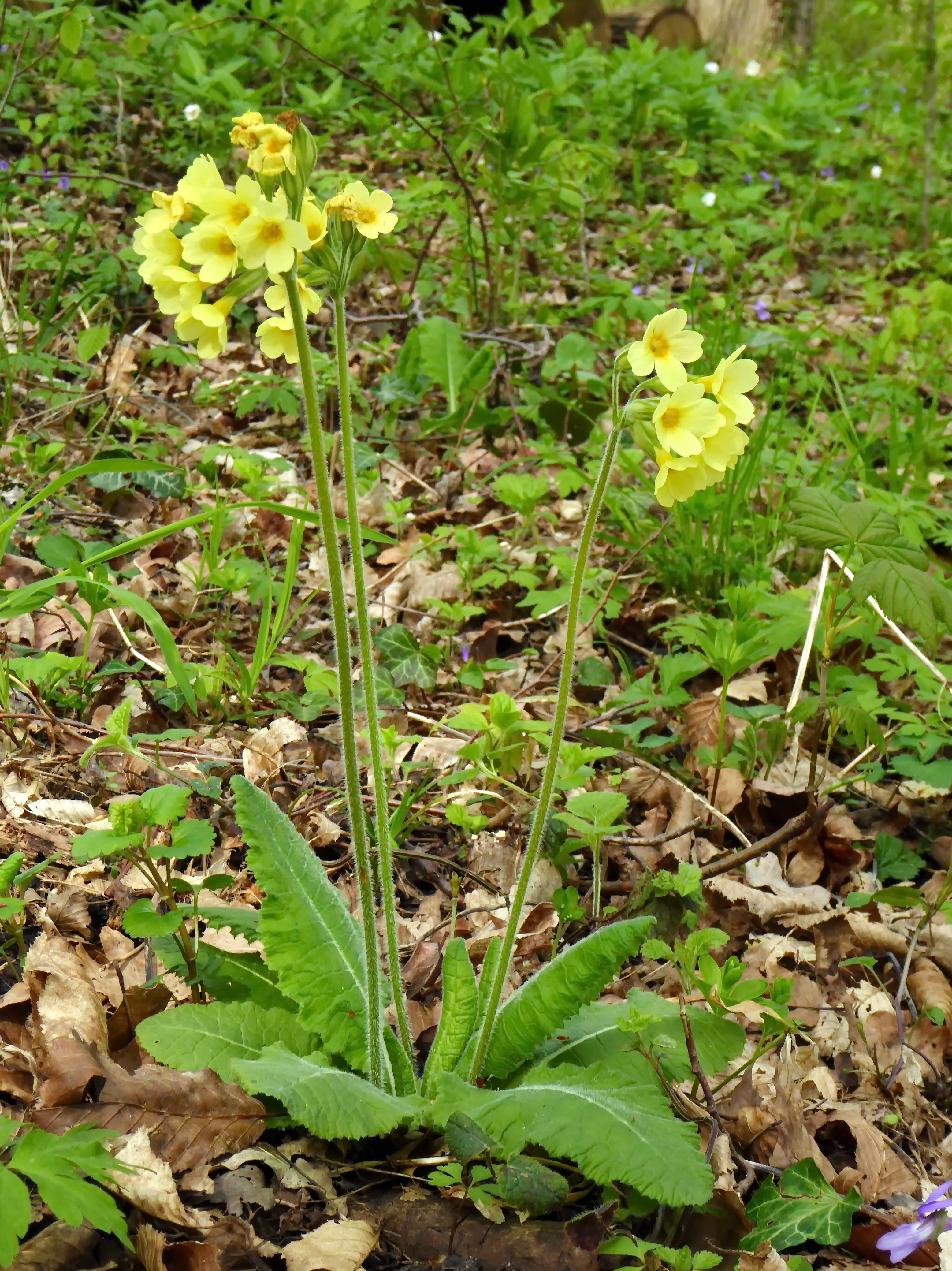
Hohe Schlüsselblume (Primula elatior)
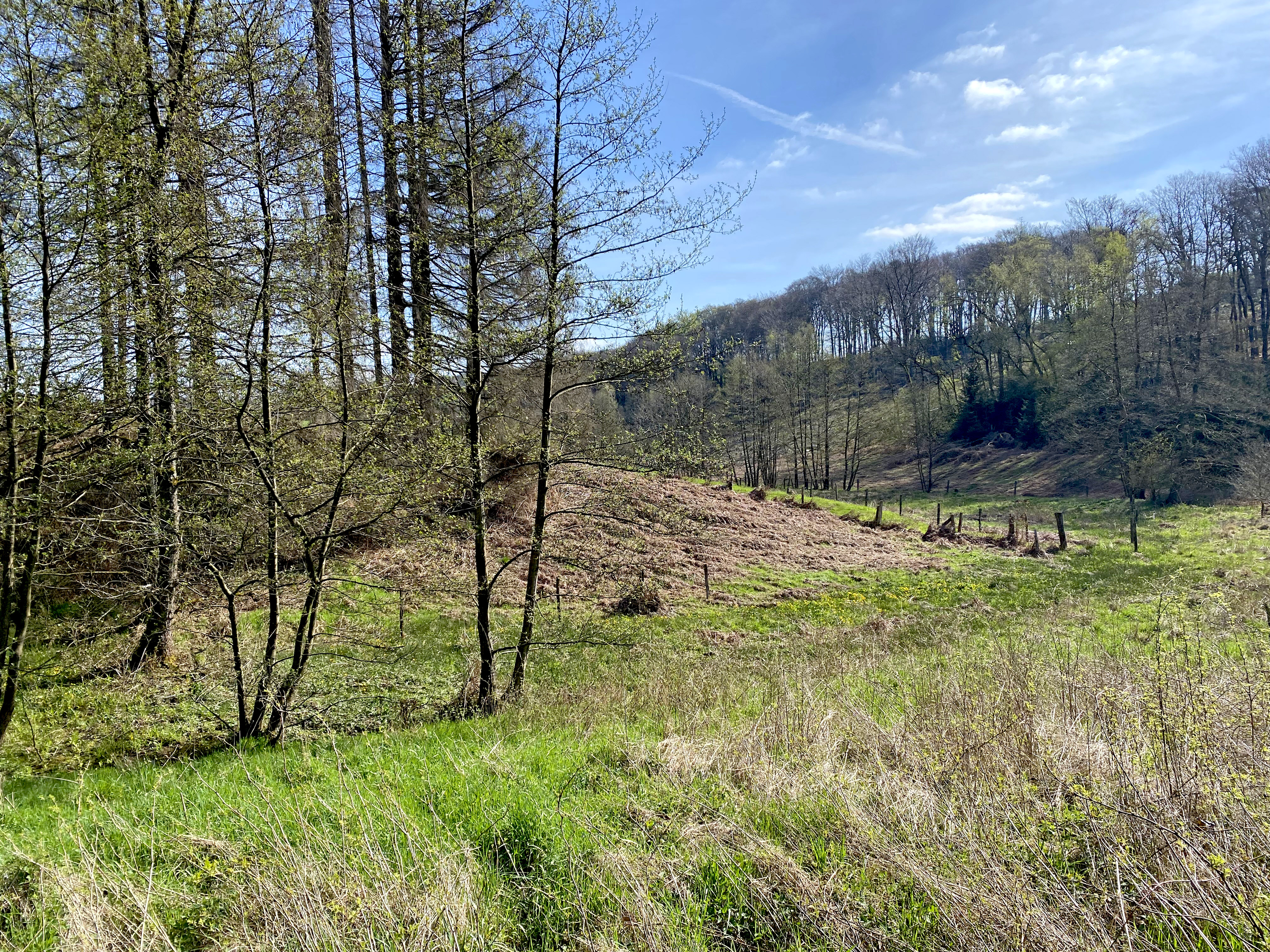
Der linke Nebenbach erreicht das Freebachtal
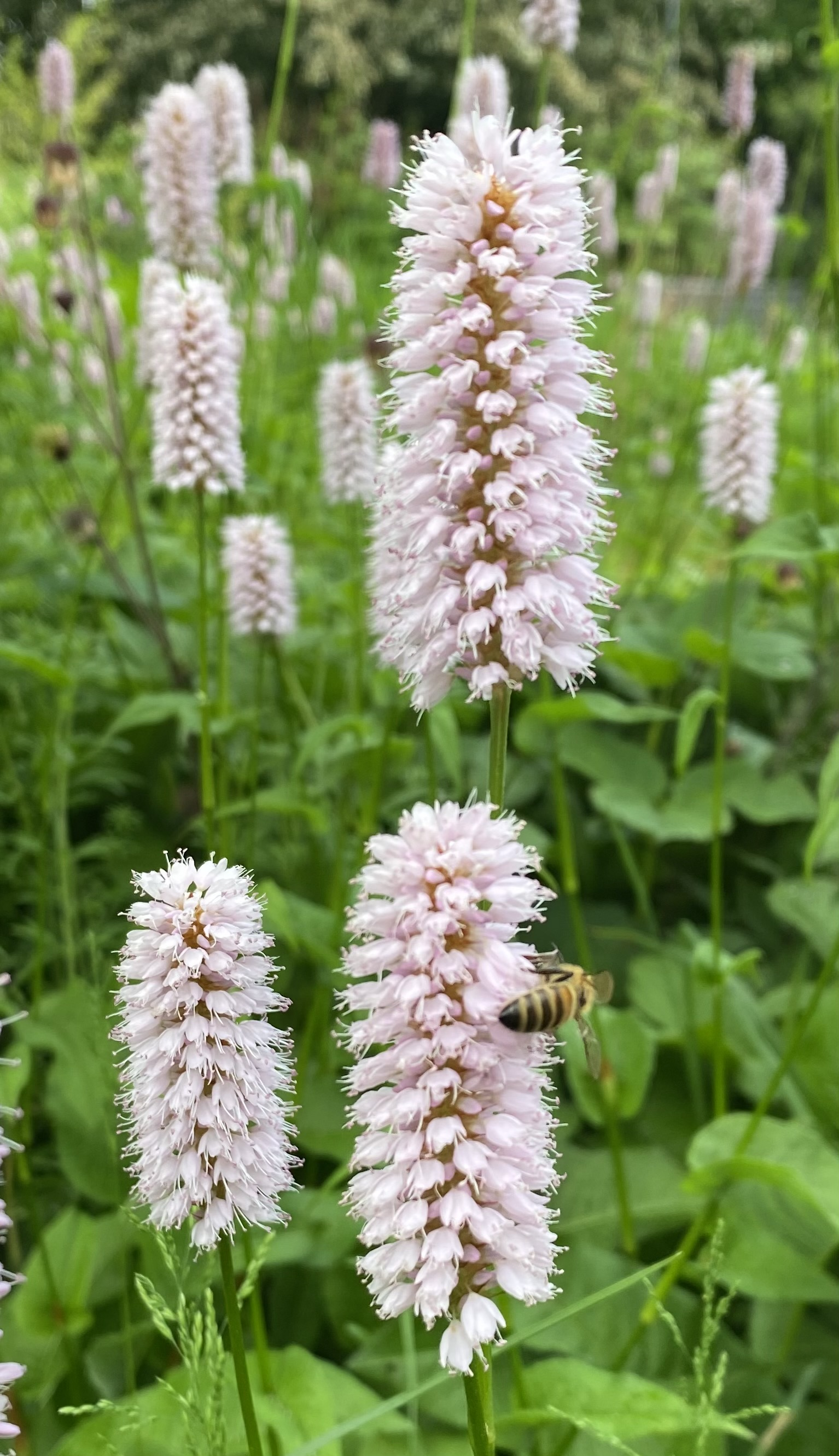
Schlangen-Knöterich (Bistorta officinalis)
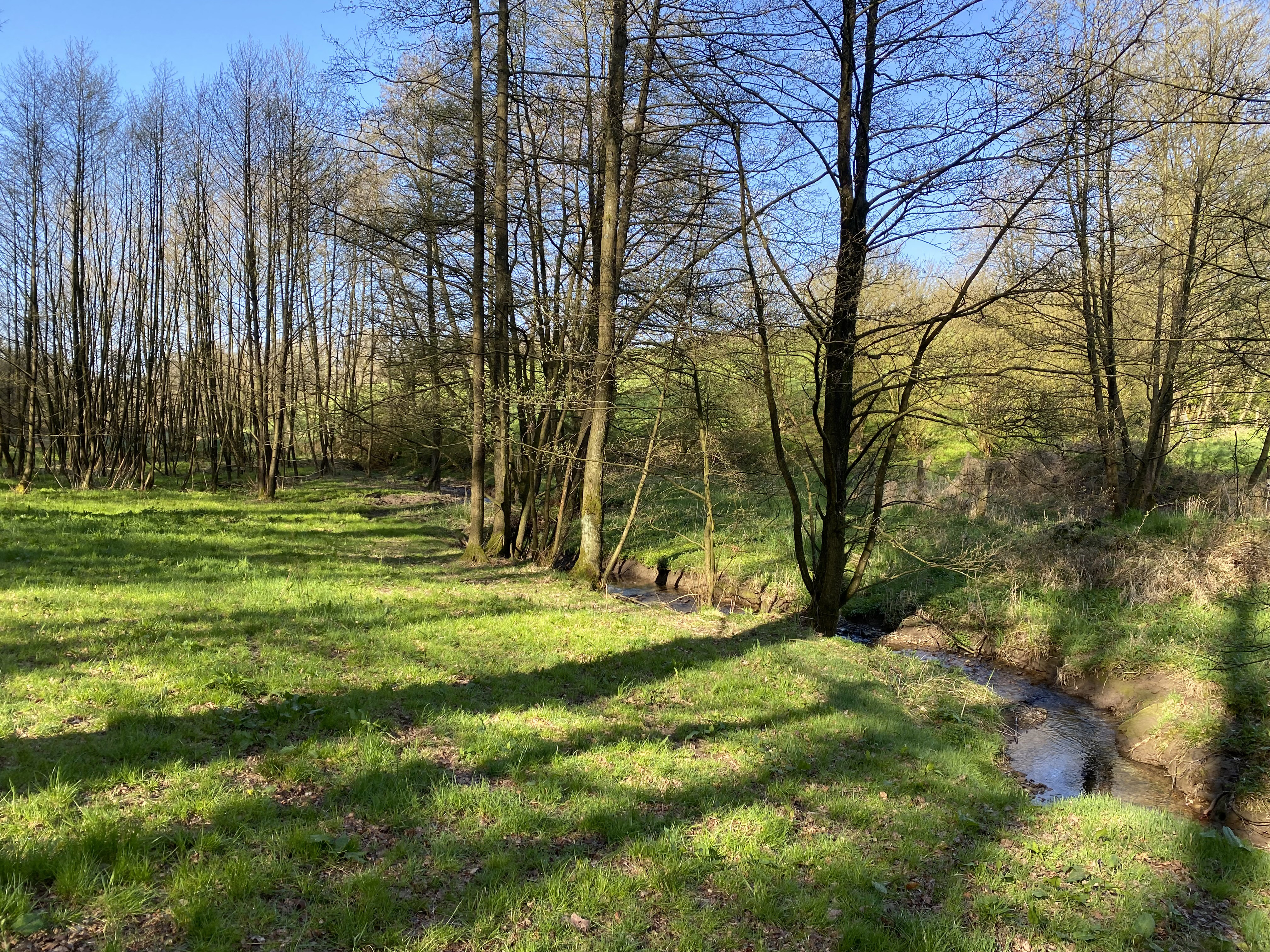
Freebach-Unterlauf

## Wanderwege
Es gibt lediglich einen Wanderweg, der das Naturschutzgebiet mit Mittellauf des Freebaches durchquert. Er verbindet Schlagbaum mit Feckinghausen oder Schiffsart. Vom Rundweg um die Heilenbecketalsperre ist der Einlauf in den südwestlichen Ausläufer der Talsperre zu sehen.